# Boncourt-le-Bois
Boncourt-le-Bois é uma comuna francesa na região administrativa da Borgonha-Franco-Condado, no departamento de Côte-d'Or. Estende-se por uma área de 7,59 km². Em 2010 a comuna tinha 291 habitantes (densidade: 38,3 hab./km²).